# غرافيتي
إدينالدو باتيستا ليبانيو (مواليد 2 أبريل 1979 في جوندياي - البرازيل)، معروف أيضا باسم غرافيتي، هو لاعب كرة قدم برازيلي يلعب حاليا لصالح نادي الدرجة الأولى الاهلي الأماراتي منذ 2011 في مركز المهاجم.

## مشواره الكروي
سبق لللاعب وأن لعب لكل من أندية: لومان، ساو باولو، غريميو، غوياس اسبورتي، ونادي سيؤول الكوري الجنوبي. وقد انتقل من نادي لومان إلى نادي فولفسبورغ في صفقة قدرت بحوالي 8 مليون يورو ، تألق في موسم 2008-09، حيث أصبح هدافا للدوري الألماني مسجلا 28 هدفا في 25 مقابلة. وقد ساهم وبشكل فعال في تتوبج فريقه فولسبورغ بلقب الدوري الألماني لأول مرة في تاريخه. شكل رفقة البوسني دجيكو الثنائي الأكثر نجاحا والأكثر تسجيلا للأهداف في تاريخ البوندسليغا. في موسم 2008-09، وخلال المباراة التاريخية والتي انتهت بفوز فولفسبورغ 5-1 على منافسه الرئيسي بايرن ميونيخ، تمكن غرافيتي من تسجيل هدف رائع تم اختياره من بين أحسن الأهداف في أوروبا ذلك الموسم.
في 15 سبتمبر 2009 خاض فولفسبورغ أول مباراة له في دوري ابطال أوروبا امام سسكا موسكو الروسي، تمكن غرافيتي من تسجيل ثلاثية ليفوز فريقه على الجانب الروسي 3-1 في ملعب فولكسفاجن أرينا في فولفسبورغ ، ليصبح بهذا سادس لاعب يسجل ثلاثة أهداف في أول مباراة له بدوري أبطال أوروبا.
يلعب حاليا في النادي الاهلي الإماراتي وهو من ابرز المهاجمين على مستوى الدوري الإماراتي وهو هداف بطولة كاس اتصالات للمحترفين في الإمارات

## دوليا
في 2 مارس 2010، وبعد خمس سنوات تقريبا منذ أول مباراة له مع المنتخب البرازيلي، لعب غرافيتي مباراته الثانية كبديل لأدريانو في مباراة ضد جمهورية أيرلندا في ملعب الإمارات بلندن.

## روابط خارجية
- غرافيتي على موقع الاتحاد الدولي (مؤرشف)  (الإنجليزية)
- غرافيتي على موقع دوري كوريا الجنوبية (الإنجليزية)
- غرافيتي على موقع إي إس بي إن إف سي (الإنجليزية)
- غرافيتي على موقع قاعدة بيانات كرة القدم.إي يو (الإنجليزية)
- غرافيتي على موقع بيانات كرة القدم. دي إي (الألمانية)
- غرافيتي على موقع ليكيب (الفرنسية)
- غرافيتي على موقع ناشيونال فوتبول تيمز (الإنجليزية)
- غرافيتي على موقع Soccerbase.com (لاعب) (الإنجليزية)
- غرافيتي على موقع Soccerway.com (الإنجليزية)
- غرافيتي على موقع عالم كرة القدم.نت (الإنجليزية)